# Romboutscollege
Het Romboutscollege was van 1965 tot 2020 een middelbare school in Brunssum. De school werd opgericht in 1965 en vernoemd naar een franciscaanse pater, Pater Damascenus Rombouts. In eerste instantie was ze een dependance van het in Heerlen gelegen Bernardinuscollege, maar ze werd in 1968 een zelfstandige school.
In september 1965 startten de lessen in een houten noodgebouw aan de Brederostraat op de grens van de gemeentes Brunssum en Heerlen, maar weldra was uitbreiding noodzakelijk. Er werd daartoe een tweede houten noodgebouw aan de Vondelstraat in Brunssum geplaatst. Deze gebouwen voldeden echter niet aan de noodzakelijke kwaliteitseisen en de alsmaar groeiende leerlingenpopulatie en dus werd in 1978 met de bouw van een permanent gebouw begonnen.
In 1980 vond de oplevering en verhuizing plaats naar de nieuwe accommodatie aan de Schoolstraat, nabij het centrum van Brunssum. Dit permanente stenen gebouw, met een, eveneens gloednieuwe, sporthal ernaast, bleek bij oplevering echter al niet groot genoeg te zijn om de volledige leerlingenpopulatie te herbergen en dus werd een deel van de oude jongensschool St. Vincentius, ook gelegen aan de Schoolstraat, van de gemeente gehuurd. Ook werden er wederom noodgebouwen op het binnenterrein geplaatst.
Tot 1990 was het Romboutscollege slechts voor havo- en atheneum-onderwijs, maar in 1990 kwam daar verandering in. Door de fusie met de, eveneens in Brunssum gelegen, Mavo Bronsheim kon nu het gehele onderwijsscala geboden worden. Enkele jaren daarna werd besloten dat een verbouwing en nieuwbouw aan het gebouw in de Schoolstraat onvermijdelijk waren en in 2005 werden de leerlingen zodoende tijdelijk gehuisvest in het oude LTS-gebouw aan de Prins Hendriklaan in Brunssum. Tezamen met de nieuwbouw van de school werd de Openbare Bibliotheek Brunssum in een apart deel van deze nieuwbouw geplaatst. Sindsdien is het het voor de leerlingen mogelijk om de Bibliotheek onder speciale openingstijden te bezoeken via de bovenverdieping.
Op 1 augustus 2006 ging het Romboutscollege, tezamen met het Emmacollege te Heerlen, het Broeklandcollege en het Sint-Janscollege in Hoensbroek op in één samenwerkingsverband: het Carbooncollege. In 2012 werd het samenwerkingsverband uitgebreid met het Grotius College in Heerlen. De naam werd toen gewijzigd in LVO-Parkstad.
In 2017 werd al duidelijk dat LVO voornemens was de school te sluiten omdat openhouden financieel niet haalbaar zou zijn. De gemeente wilde sluiting voorkomen door eigenaar te worden van het gebouw. Sinds de zomer van 2020 is de instelling Romboutscollege opgehouden te bestaan, hier is nu de Eerste Opvang Anderstaligen gevestigd.